# 町田天満宮

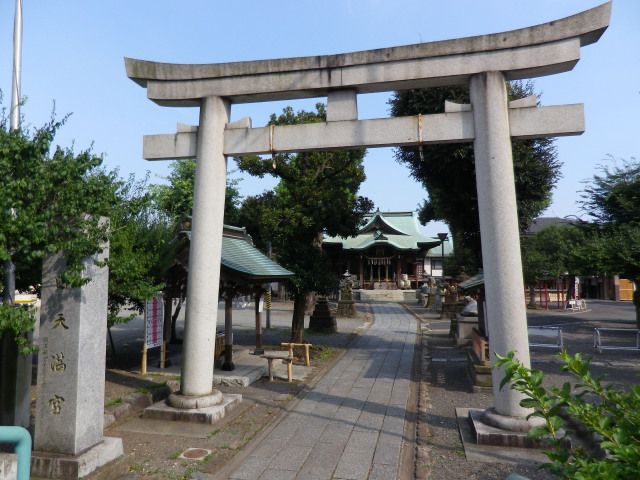
鳥居と拝殿

町田天満宮（まちだてんまんぐう）は、東京都町田市原町田にある神社である。
町田三天神のうちのひとつ（他に菅原神社・南大谷天神社）で、町田駅から徒歩圏ということもあり、市内では参拝客が多い神社のひとつである。

## 祭事
- 1月1日 - 歳旦祭
- 1月14日 - どんと祭（お焚き上げ）
- 2月3日 - 節分祭
- 5月 - 飯綱山王祭
- 6月30日 - 大祓
- 9月 - 例大祭
- 11月 - 七五三詣
- 12月31日 - 師走大祓

毎月
- 毎月1日 - 骨董市
- 毎月25日 - 月次祭

## 交通
- 町田駅から徒歩10分ほど。元々は参道正面にJR横浜線の「厚木踏切」が存在したが、北西側に代替となる「原町田橋」が1992年に開通し[1]、同時に厚木踏切は閉鎖されたうえで線路を跨ぐように「町田参宮橋（人道橋）」が1993年12月に架けられ、町田駅前通りから参道まで行き来できるようになった[2]。

## 周辺
- 東京都道51号町田厚木線
- 町田駅前通り
- ミーナ町田
- レンブラントホテル東京町田（旧ホテル ザ・エルシィ町田）
- 町田市立中央図書館
- 勝楽寺
- 宗保院